# Jean le Royer

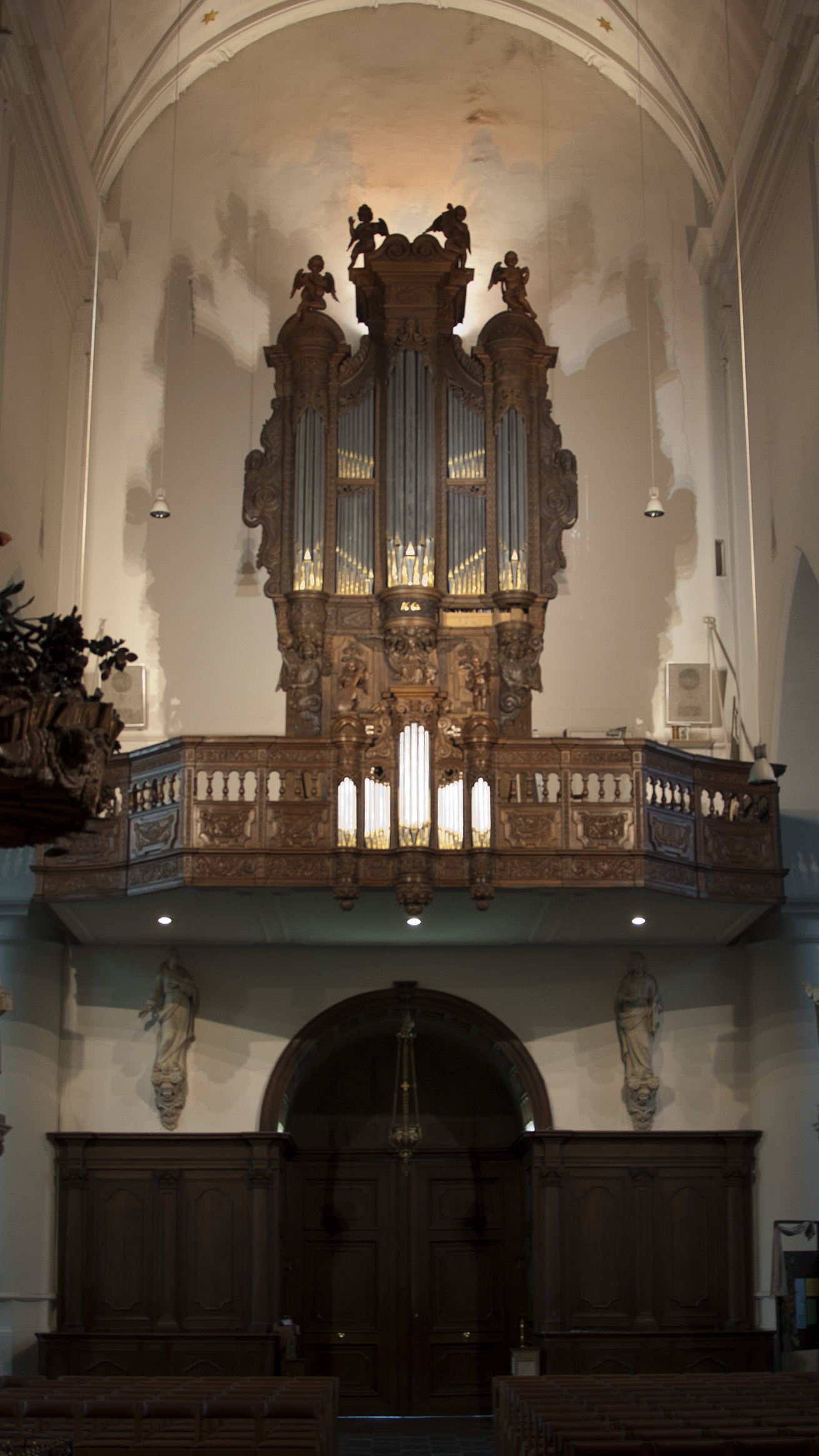
Het kerkorgel van Jean Le Royer in de Sint-Pieterskerk te Turnhout

Jean le Royer was een 17e-eeuwse orgelbouwer en organist uit de Zuidelijke Nederlanden. Hij behoorde tot de derde generatie van een familie van orgelbouwers afkomstig uit Namen. 

## Levensloop
Jean, zoon van Nicolas I, was aanvankelijk organist in Doornik van de Sint-Maartensabdij (1638). In Doornik onderhield hij ook het kathedraalorgel (1638-1649). 
Rond 1650 vestigde hij zich in Gent waar hij organist werd in de Sint-Michielskerk. In 1661 werd hij benoemd tot organist aan het hof van de hertog van Brabant te Brussel.

## Werklijst orgels
- 1638-1649: onderhoud van het kathedraalorgel in Doornik
- 1642: Saint-Amand-les-Eaux, herstellingwerk
- 1653: Doornik, Sint-Niklaaskerk, nieuw orgel
- 1658: Oosteeklo, werkzaamheden
- 1662: levering van een orgel voor de Sint-Pieterskerk in Turnhout.
- 1662: Gent, Sint-Michielskerk: herstellingswerk
- 1667: Gent, Sint-Niklaaskerk, herstellingswerk
- 1668: Abdij van Val-Dieu, nieuw orgel
- 1671: Mechelen, augustijnenklooster, nieuw orgel
- Zijn orgel uit 1674 voor de Sint-Jacobskerk in Gent werd in 1772–1773 vervangen door een exemplaar van Pieter d'Oude Van Peteghem.
- 1675: Brussel, hofkapel, nieuw orgel
- 1686: Sint-Truiden, minderbroedersklooster, nieuw orgel